# The Kitchen
The Kitchen (с англ. — «Кухня») — ограниченная серия комиксов, которую в 2014—2015 годах издавала компания DC Comics под импринтом Vertigo.

## Синопсис
1970-е годы. Нью-Йорк. Энджи, Кэт и Рэйвен — жёны севших мафиози, которые решили продолжить их дело.

### Выпуски
| № | Дата выхода     | Оценка на Comic Book Roundup    | Предполагаемый объём продаж (первый месяц) |
| - | --------------- | ------------------------------- | ------------------------------------------ |
| 1 | 12 ноября 2014  | 8,1 из 10 на основе 14 рецензий | 12 787, позиция в Северной Америке — 165   |
| 2 | 17 декабря 2014 | 8,1 из 10 на основе 5 рецензий  | 6 730, позиция в Северной Америке — 255    |
| 3 | 21 января 2015  | 8,1 из 10 на основе 5 рецензий  | 5 753, позиция в Северной Америке — 252    |
| 4 | 18 февраля 2015 | 8,1 из 10 на основе 3 рецензий  | 5 153, позиция в Северной Америке — 285    |
| 5 | 18 марта 2015   | 8,7 из 10 на основе 3 рецензий  | н/д                                        |
| 6 | 15 апреля 2015  | н/д                             | н/д                                        |
| 7 | 20 мая 2015     | 9 из 10 на основе 1 рецензии    | 4 473, позиция в Северной Америке — 299    |
| 8 | 17 июня 2015    | н/д                             | н/д                                        |

### Сборники
| Название    | Тип            | Дата выхода    | Собранный материал | Кол-во страниц | ISBN                       | Предполагаемый объём продаж (первый месяц) |
| ----------- | -------------- | -------------- | ------------------ | -------------- | -------------------------- | ------------------------------------------ |
| The Kitchen | Мягкая обложка | 25 ноября 2015 | The Kitchen #1-8   | 176            | 978-1401257736, 1401257739 | 1 296, позиция в Северной Америке — 89     |

## Отзывы
На сайте Comic Book Roundup серия имеет оценку 8,4 из 10 на основе 31 рецензии. Дженнифер Ченг из Comic Book Resources, обозревая дебют, впечатлилась первой страницей комикса. Её коллега Грег Макэлхаттон, рецензируя выпуск № 2, назвал его хорошим. Дрейвен Катаяма из Newsarama дал первому выпуску 8 баллов из 10 и написал, что он понравится фанатам фильма «Драйв» или сериала «Американцы». Джимми Капп из Comics Bulletin оценил дебют в 2 звезды из 5 и посчитал, что концепция бы больше подошла для фильма или сериала, а не для комикса. Мэт Эльфринг из Comic Vine поставил первому выпуску 5 звёзд из 5 и назвал его «неожиданным хитом Vertigo, компании, которая уже давно не предлагала ничего столь интригующего».